# عبدالعلی دستغیب
عبدالعلی دستغیب (زاده ۱۶ آبان ۱۳۱۰) منتقد ادبی، نویسنده و مترجم ایرانی، کارشناس ارشد فلسفه، با سابقهٔ تدریس در مدارس عالی و دانشسراها است. وی بیش از ۵۰ عنوان کتاب ترجمه یا تألیفی در زمینه‌های نقد ادبی و فلسفی، شعر نو و ادبیات فارسی، ترجمه‌های متعددی از فلاسفهٔ غربی؛ هگل، نیچه، راسل و دیگران را در کارنامهٔ خود دارد.

## زندگی
عبدالعلی دست‌غیب در ۱۶ آبان ۱۳۱۰ در شیراز زاده شد. پدرش جواد، کارمند وزارت معارف (فرهنگ و آموزش و پرورش بعدی) در شهرستان‌های فیروزآباد و جهرم بود. عبدالعلی دست‌غیب تحصیلات ابتدایی و دوره اول متوسطه را در فیروزآباد و جهرم گذراند. سپس وارد دانشسرای مقدماتی شیراز شد و پس از فراغت از تحصیل، به تدریس در دبستان‌های کازرون و نورآباد ممسنی پرداخت.
عبدالعلی دست‌غیب از سال ۱۳۲۶ در روزنامه‌های شیراز همچون پارس و بهار ایران،و سپس در مجله‌ها و روزنامه‌های تهران همچون اطلاعات، کیهان، سخن، فردوسی، نگین، روشنفکر، امید ایران، پیام نوین، راهنمای کتاب، آینده، آدینه، کلک، کیهان فرهنگی، نیستان و ادبیات داستانی، مقاله‌ها و مطالب متعددی در زمینه‌های تاریخ، فلسفه، جامعه‌شناسی و هنر نوشت.
وی پس از کودتای ۲۸ مرداد ۱۳۳۲ به دلیل فعالیت سیاسی بازداشت شد و یک‌سال را در زندان شیراز گذراند. دست‌غیب پس از آزادی از زندان به علت ممنوعیت از مشاغل دولتی، به کار در دفتر اسناد رسمی و روزنامه‌های محلی شیراز پرداخت و مدت سه سال نیز کارمند غیررسمی اداره بهداشت بود.
دست‌غیب در سال ۱۳۳۷ برای ادامه تحصیل به تهران رفت و وارد دانشسرای عالی شد. پس از گذراندن دورهٔ سه سالهٔ دانشسرای عالی در رشتهٔ فلسفه و علوم تربیتی، کارشناسی ارشد همین رشته را ادامه داد. اما به دلیل موانعی درس را رها کرد. از آن پس تا سال ۱۳۵۹ به تدریس ادبیات، نقد ادبی و جامعه‌شناسی هنر در دبیرستان‌ها، مدارس عالی و دانشسراهای مقدماتی در شیراز و تهران پرداخت. وی در سال ۱۳۵۹ به خواست خود بازنشسته شد و از آن پس توانست وقت بیشتری را به مطالعه و نگارش اختصاص دهد.
دست‌غیب در سال ۱۳۷۴ از سوی وزارت فرهنگ و ارشاد اسلامی به عنوان منتقد نمونه برگزیده شد و لوح سپاس خدمات فرهنگی دریافت کرد. همچنین، در سال ۱۳۸۲ طی مراسمی در صدا و سیما، دست‌غیب به عنوان چهره ماندگار در رشته نقد ادبی شناخته شد و موفق به دریافت لوح تقدیر و جایزه گردید. در دی ۱۳۹۵ در مراسم نکوداشتی که از سوی انجمن آثار و مفاخر فرهنگی استان فارس برگزار شد، سومین نشان مفاخر این استان در مراسمی با حضور وزیر فرهنگ و ارشاد اسلامی به وی اهدا شد.

## فیلم مستند
در سال ۱۳۹۱ فیلم مستندی با نام این مرد نیچه نیست به تهیه‌کنندگی و کارگردانی سعید کشاورز از زندگی عبدالعلی دستغیب ساخته و در سال ۱۳۹۴ در شیراز به‌نمایش عمومی درآمد. این فیلم در اسفند ۱۴۰۳ در بخش فارسی تلویزیون بی‌بی‌سی در قسمت آپارات باز‌پخش شد و کارهای دستغیب مورد گفتگو قرار‌گرفت.

## آثار[۶]

### نقد و پژوهش‌های ادبی و تاریخی
- تحلیلی از شعر نو پارسی، انتشارات صائب، (۱۳۴۵)
- شیوه نگارش، نشر سپهر، (۱۳۴۶)
- پیام آوران عصر ما، سورن کی‌یرکگور نیچه داستایفسکی کافکا نشر سپهر، (۱۳۴۸)
- سایه روشن شعرنو، پارسی انتشارات فرهنگ، (۱۳۴۸)
- هنر و واقعیت مرکز، نشر سپهر، (۱۳۴۹)
- نقد آثار شاملو، نشر چاپار، (۱۳۵۲)
- نقد آثار غلامحسین ساعدی، نشر چاپار
- هنرمند گذشته و آینده فرهنگی، نشر آگاه، (۱۳۵۲)
- نقد آثار صادق چوبک، نشر کانون پازند، (۱۳۵۳)
- فلسفه‌های اگزیستانسیالیسم، نشر بامداد، (۱۳۵۴
- نقد آثار محمدعلی جمال‌زاده، نشر چاپار، (۱۳۵۶)
- نقد آثار کسروی، انتشارات بازنده، (۱۳۵۷)
- هجوم اردوی مغول به ایران، نشر علم، (۱۳۶۷)
- نقد آثار جلال آل احمد، نشر ژرف، (۱۳۷۱)
- گرایشهای متضاد در ادبیات معاصر ایران، نشر خنیا، (۱۳۷۱)
- فلسفه تاریخ هگل، نشر بدیع، (۱۳۷۳)
- از حافظ به گوته، نشر بدیع، (۱۳۷۳)
- نگاهی به مهدی اخوان ثالث، انتشارات مروارید، (۱۳۷۳)
- به سوی داستان‌نویسی بومی، نشر حوزه هنری سازمان تبلیغات اسلامی، (سوره مهر)، (۱۳۷۶)
- نقد آثار و اندیشه‌های داستان نویسان بزرگ غرب، نشر پیام امروز، (۱۳۷۷)
- نقد آثار احمد محمود، تهران، (۱۳۷۸)
- نقد آثار بزرگ علوی، نشر ایما، (۱۳۷۸)
- نقد آثار محمود دولت‌آبادی، نشر ایما، (۱۳۷۸)
- حافظ شناخت، نشر علم دوره دو جلدی بی تا، (۱۳۷۸)
- نقد آثار صادق هدایت، مرکز نشر سپهر
- فلسفه نیچه، نشر پرسش، (۱۳۷۹)
- کالبد شکافی رمان فارسی، نشر سوره مهر، (۱۳۸۳)
- در آینه نقد، نشر حوزه هنری، (سوره مهر)
- فرهنگ و تعهد نشر، نوید شیراز، (۱۳۸۵)
- بنیادها و رویکردهای نقد ادبی، نشر نوید، (۱۳۸۵)
- از دریچه نقد دوجلدی، نشر خانه کتاب، (۱۳۸۶)
- مدرن و پسامدرن، نشر داستانسرا، (۱۳۸۷)
- نقد آثار علی اکبر دهخدا، نشر نوید شیراز، (۱۳۹۰)
- نقد ادبی و نوعیت متن، نشر نوید شیراز، (۱۳۹۰)

### ترجمه
- گزیده شعر شاعران انگلیسی زبان، با محمود معلم، نشر روز، (۱۳۴۷)
- چرا مسیحی نیستم، اثر برتراند راسل، نشر فرهنگ، (۱۳۵۱)
- مرثیه‌های شمال، اثر آنا آخماتووا، نشر بابک، (۱۳۵۴)
- شامگاه بت‌ها، اثر نیچه، نشر سپهر، (۱۳۵۷)
- دجال، اثر نیچه، نشر پرسش، (۱۳۷۶)
- چهار سوار سرنوشت، اثر ویلیام هابن، نشر پرسش، (۱۳۷۶) و (۱۳۸۴) (Four Prophets of Our Destiny: Dostoevsky, Kierkegaard, Nietzsche, and Kafka by: William Hubben)
- طوفان، اثر شکسپیر، با اسماعیل دولتشاهی، نشر پرسش، (۱۳۷۴)
- هیدگر و شاعران، اثر ورونیک م فوتی، نشر پرسش، (۱۳۷۶)، ۹۶۴۹۰۴۵۳۶۸
- کارل مارکس، اثر دیوید مک‌للان، نشر پرسش، (۱۳۷۹)
- شوپنهاور، اثر توماس تافه، نشر پرسش، (۱۳۷۹)
- هر طور که بخواهید، اثر ویلیام شکسپیر، با اسماعیل دولتشاهی نشر نوید شیراز، (۱۳۸۵)
- فلسفه و حقیقت، دانیل بری زیل، یادداشت‌هایی با ویراستاری نیچه، نشر نوید، (۱۳۸۵) شابک: ۹۶۴-۳۵۸-۲۶۲-۰

### شعر
- گل‌های تاریک (مجموعه شعر)، نشر فرزین، (۱۳۴۶)
- تصویرهای رو به رو (دفتر شعر)، نشر فرهنگ، (۱۳۵۲)